# Tomás Tamayo de Vargas
Tomás Tamayo de Vargas (Madrid, c. 1589 - ibídem, 1641), fou un bibliògraf, polígraf i erudit espanyol.

## Biografia
Provenia de família humil; el seu pare era Tomàs Martínez Tamayo, natural de Malpartida de Corneja, bisbat d'Àvila, i la seva mare Caterina de Vargas, de Toledo. Va començar els estudis a Pamplona; de tornada a Toledo va tenir per mestre, entre d'altres, a Mateo de Burgos a qui cita com a mestre seu; des de molt jove va estudiar llengües clàssiques (llatí, grec i hebreu), filosofia, teologia i humanitats, especialment Història Sagrada i Història antiga i moderna espanyola i universal; la seva formació va ser doncs molt àmplia i erudita i als vint anys se'l considerava un home madur. Va viure a Toledo, ciutat amb què es va identificar plenament i de la Universitat de la qual va ser catedràtic. El 1626 va succeir Antonio d'Herrera com a Cronista Reial de Castella a la tornada de Venècia com a secretari de l'ambaixada espanyola a aquella ciutat dirigida per Fernando Álvarez de Toledo. Més tard seria també successor del senyor Luis Tribaldos de Toledo com a Cronista d'Índies, des de 1634. A més, va arribar a pertànyer al Reial Consell de les ordres militars, i va ser també ministre de la Inquisició. A la tornada de Venècia li van assignar també ser mestre i secretari d'Enric de Guzmán, nebot del Comte-duc d'Olivares Gaspar de Guzmán y Pimentel i va desenvolupar la mateixa activitat docent amb el comte de Melgar Juan Gaspar Enríquez de Cabrera y Sandoval.
El 1616 va publicar una controvertida defensa de la Història general de España del Padre Juan de Mariana (Toledo, 1616). El 1622 va imprimir una famosa edició de les Obres de Garcilaso amb interessants Notes. Però els temes sobre els quals es va abocar la seva curiositat són molts i molt diversos, encara que en general dominen els hagiogràfics, els bibliogràfics i els purament històrics (història local i sagrada de Toledo així com d'alguns dels seus il·lustres ciutadans). Va deixar un Auli Persii Flacci Satyrarum liber preparat per a la impremta i alguns altres manuscrits, tals com la famosa Junta de llibres la més gran que ha vist Espanya en la seva llengua fins a l'any 1624; d'altra banda no es va trobar el seu Nobiliario de don Lorenzo de Padilla (acabat a Madrid (14-II-1633) i vist a la llibreria dels marquesos de Villena). Com a cronista reial va escriure els opuscles següents: El Cronista y su oficio, calidades y prerrogativas, razón de los que ha habido en estos Reinos. Yerros de algunos historiadores nuestros y ajenos; Notas a todas las Historias antiguas de España necesarias para su enmienda, defensa e inteligencia y Provechos de la Historia y uso de ella entre los Príncipes..
La faceta menys coneguda és la d'humanista i traductor (per exemple, de lArs poètica d'Horaci, o dels tres Discursos sobre el poema heroic de l'italià Torquato Tasso, d'una selecció d'epigrames de Marc Valeri Marcial, perduda, i alguns poemes més del mateix poeta i altres llatins solts intercalats en altres obres seves). De la seva tasca bibliogràfica en resulta fonamental la Junta de Libros, repertori bibliogràfic que no va ser editat sinó molt modernament. També va escriure un tractat de paleografia i esteganografia: Xifra, contraxifra antiga i moderna.